# Montipora mactanensis
Montipora mactanensis is een rifkoralensoort uit de familie van de Acroporidae. De wetenschappelijke naam van de soort is voor het eerst geldig gepubliceerd in 1979 door Nemenzo.